# UFC 71
UFC 71: Liddell vs. Jackson est un évènement de mixed martial arts organisé par l'Ultimate Fighting Championship et qui eut lieu le samedi 26 mai 2007 au MGM Grand Garden Arena à Las Vegas, dans le Nevada.

## En bref
Le combat principal de cet UFC 71 fut un rematch entre le champion Light Heavyweight de l'UFC "The Iceman" Chuck Liddell et Quinton "Rampage" Jackson. Il fut promis au vainqueur de combattre le double champion du Pride FC, Dan Henderson.

## Résultats

### Carte préliminaire
- Combat en Light Heavyweight :  Carmelo Marrero vs.  Wilson Gouveia

Gouveia gagne par soumission (Étranglement guillotine) à 3:06 lors du premier round.
- Combat en Lightweight:  Jeremy Stephens vs.  Din Thomas

Thomas gagne par soumission (Clé de bras) à 2:44 lors du deuxième round.
- Combat en Light Heavyweight:  Alan Belcher vs.  Sean Salmon

Belcher gagne par soumission (Étranglement guillotine) à 0:53 lors du premier round. Ce combat ne fut pas diffusé en PPV
- Combat en Light Heavyweight:  Thiago Silva vs.  James Irvin

Silva gagne par TKO (Blessure au genou) à 1:06 lors du premier round.

### Carte principale
- Combat en Middleweight:  Kalib Starnes vs.  Chris Leben

Starnes gagne par décision unanime (29–28, 30–27, 29–28).
- Combat en Light Heavyweight:  Houston Alexander vs.  Keith Jardine

Alexander gagne par KO (frappes) à 0:48 lors du premier round.
- Combat en Middleweight:  Terry Martin vs.  Ivan Salaverry

Martin gagne par TKO (suplex et frappes) à 2:04 lors du premier round.
- Combat en Welterweight bout:  Karo Parisyan vs.  Josh Burkman

Parisyan gagne par décision unanime (30–27, 30–27, 29–28).
- Combat pour la ceinture Light Heavyweight :  Chuck Liddell (c) vs.  Quinton Jackson

Jackson gagne par TKO (coups de poing) à 1:53 lors du premier round et devient le nouveau champion UFC desLight Heavyweight.  Ce combat mit fin à une domination de plus de 25 mois de Chuck Liddell en tant que champion UFC des Light Heavyweight, période qui commença le 16 avril 2005 après la victoire de ce dernier sur Randy Couture.

## Récompenses et Bonus
Après chaque évènement de l'UFC, une série de bonus est offerte aux combattants s'étant le mieux distingués.
Chaque bonus atteignit un montant de $40,000.
- Combat de la soirée:  Chris Leben vs.  Kalib Starnes
- Soumission de la soirée:  Din Thomas
- Knockout de la soirée:  Quinton Jackson